# Patricia Barzyk
Patricia Barzyk est une reine de beauté et comédienne française, née le 28 octobre 1963 à Montbéliard (Doubs).
Elle est sacrée Miss Jura 1979, puis Miss France 1980. Elle est également élue première dauphine de Miss Monde 1980.
Elle est ensuite présente dans de nombreuses productions de cinéma et télévision dont plus d'une vingtaine de films ou téléfilms du réalisateur Jean-Pierre Mocky.

## Biographie
Patricia Barzyk est née le 28 octobre 1963 à Montbéliard et passe son enfance dans le village d'Arbouans dans le Doubs.
En classe de seconde à Montbéliard, elle n'a que 16 ans au moment de son élection de Miss Jura. L'élection de Miss France 1980 a ensuite lieu à l'hôtel Sheraton, à Paris où elle est élue 1re dauphine. Après le retrait pour raisons personnelles de Thilda Fuller après trois jours de règne, la couronne lui revient. Elle est donc élue Miss France à seulement 16 ans et 2 mois, ce qui en fait la plus jeune de toute l'histoire du concours. Entrée (comme Maréva Georges) chez Elite Model Management en France et aux États-Unis, elle apparaît sur de nombreuses couvertures de magazines en France et à l'étranger. Elle fait plusieurs spots publicitaires télévisés (Kis, Panzani, Motta) et interprètera l'héroïne du clip de la chanson New Moon on Monday du groupe Duran Duran.[réf. souhaitée]
Sa carrière cinématographique débute en 1985 dans Le Soulier de satin de Manoel de Oliveira, en compétition officielle pour le Portugal au Festival de Cannes. Patricia Barzyk joue le rôle d'une chanteuse d'opéra pour La Machine à découdre de Jean-Pierre Mocky. Le film terminé, elle lui intente un procès, pour avoir diffusé des photos dénudées d'elle dans la presse.[réf. souhaitée] Elle gagne son procès sans demander de dommages et intérêts.[réf. souhaitée]
En 1998, à Montbéliard, Jean-Pierre Mocky passe une annonce pour le film Tout est calme. Patricia Barzyk est engagée pour un rôle de secrétaire dans le film. Jean-Pierre Mocky dira dans un de ses livres « Nous étions les Bogart et Bacall français ». À la suite de ces retrouvailles, Patricia Barzyk partagera la vie professionnelle et personnelle de Jean-Pierre Mocky jusqu'en 2018. Ils ont collaboré ensemble sur une trentaine de films.
La fille de Patricia Barzyk, Sarah Barzyk, est élue Miss Paris en 2008 et concourt à l'élection de Miss France 2009.
Patricia Barzyk témoigne dans les documentaires Miss France, la soirée d'une vie diffusé sur TF1 après l'élection de Miss France 2012, et Il était une fois Miss France diffusé sur TMC en novembre 2013. Elle y évoque son parcours de Miss France et sa carrière d'actrice.
Le 19 décembre 2020, elle est membre du jury lors de l'élection de Miss France 2021, composé d'anciennes Miss France et présidé par Iris Mittenaere, Miss France et Miss Univers 2016. L'élection se déroule au Puy du Fou et est retransmise en direct sur TF1.

## Filmographie sélective

### Cinéma
- 1984 : Le Joli Cœur de Francis Perrin : la fille au Sacré-Cœur
- 1985 : Le Soulier de satin de Manoel de Oliveira : Doña Prouhèze
- 1986 : La Machine à découdre de Jean-Pierre Mocky : Liliane
- 1991 : Money de Steven Hilliard Stern : Ute
- 2000 : Tout est calme de Jean-Pierre Mocky : Eva
- 2000 : La Candide Madame Duff de Jean-Pierre Mocky : Mlle Cast
- 2001 : La Bête de miséricorde de Jean-Pierre Mocky : Alice Moreau
- 2002 : Les Araignées de la nuit de Jean-Pierre Mocky : Denise Dupuy
- 2002 : Mods de Serge Bozon : Catherine, la professeur
- 2003 : Le Furet de Jean-Pierre Mocky : Dr Karadin
- 2005 : Grabuge ! de Jean-Pierre Mocky : Mme Delumeau
- 2007 : Les Ballets écarlates de Jean-Pierre Mocky : Violaine
- 2007 : Le Deal de Jean-Pierre Mocky : Priscilla
- 2011 : Les Insomniaques de Jean-Pierre Mocky : Viviane
- 2013 : À votre bon cœur, mesdames de Jean-Pierre Mocky : Mélissa
- 2013 : Nina de Sarah Barzyk
- 2013 : Le Renard jaune de Jean-Pierre Mocky : la femme de Poulin
- 2017 : Votez pour moi de Jean-Pierre Mocky : Coralie
- 2017 : Madame Hyde de Serge Bozon : la voisine

### Télévision
- 1993 : Les Filles d'à côté, épisode 18 Une bonne copine réalisé par Jacques Samyn : Odile
- 2005 : Navarro, saison 16, épisode 2 La revenante : Virgine Lacoste
- 2007 : Myster Mocky présente, épisode Le Diable en embuscade de Jean-Pierre Mocky
- 2007 : Myster Mocky présente, épisode Le jour de l'exécution de Jean-Pierre Mocky
- 2008 : Myster Mocky présente, épisode L'aide de Jean-Pierre Mocky
- 2009 : Comprendre et pardonner (saison 1, épisode 30 : Cours particuliers de Delphine Lemoine) : Marianne Soulac
- 2009 : Myster Mocky présente, épisode Cellule insonorisé de Jean-Pierre Mocky
- 2009 : Myster Mocky présente, épisode Meurtre entre amies de Jean-Pierre Mocky
- 2009 : Myster Mocky présente, épisode La Cadillac de Jean-Pierre Mocky
- 2009 : Myster Mocky présente, épisode La clinique Opale de Jean-Pierre Mocky
- 2010 : Colère de Jean-Pierre Mocky : Irène Lebel
- 2012 : Myster Mocky présente, épisode Alibi en chaine de Jean-Pierre Mocky
- 2013 : Hitchcock by Mocky (Myster Mocky présente) - saison 3
- 2013 : Myster Mocky présente, épisode Trop froide de Jean-Pierre Mocky
- 2019 : Myster Mocky présente, épisode Un verre de trop de Jean-Pierre Mocky